# Jake Morissette
Jake Morissette (* 6. März 1983 in Fruitvale, British Columbia) ist ein kanadischer Eishockeyspieler, der seit 2013 bei den Cardiff Devils in der Elite Ice Hockey League auf der Position des Stürmers spielt.

## Karriere
Jake Morissettes erste große Eishockey-Station waren die Williams Lake TimberWolves in der British Columbia Hockey League, für welche er die Saisons 2002/03 und 2003/04 bestritt. In den folgenden vier Jahren stürmte Morissette für die Mannschaft des Rensselaer Polytechnic Institute. In seiner letzten Saison bei dieser Mannschaft lief Jake Morissette als Kapitän auf. Nach diesen vier Jahren wechselte er zu den Amarillo Gorillas, wo er die Offensive für zwei Saisons verstärkte. 
Die folgende Saison verbrachte Jake Morissette in Dänemark bei den Frederikshavn White Hawks, mit welchen er es 2011 bis ins Finale der Playoffs schaffte. Die Mannschaft scheiterte jedoch an Herning Blue Fox und erhielt somit nur die Silbermedaille. Morissette verließ Frederikshavn nach dieser Saison in Richtung South Dakota zu Rapid City Rush. Für diese Mannschaft bestritt er jedoch nur vier Spiele, um dann einen Vertrag in Frankreich beim HC Amiens Somme zu unterschreiben. Dort stürmte er in der restlichen Saison 2011/12. 
Dann ging es für Morissette nach Deutschland. Seine erste Station in Deutschland war der ETC Crimmitschau in der 2. Bundesliga, für den er nur zwei Spiele absolvierte. Grund für die schnelle Trennung war, dass Morissette die Erwartungen der Eispiraten nicht erfüllen konnte. Außerdem hatte er Pech mit einem Handbruch. Daraufhin wurde er vom SC Riessersee, der in der gleichen Liga spielte, verpflichtet. Für diesen absolvierte Morissette zehn Spiele, in denen er es auf drei Tore und fünf Assists brachte. Nach diesen insgesamt zwölf Spielen für Crimmitschau und Riessersee kehrte Jake Morissette Deutschland wieder den Rücken zu. Er spielt seit der Saison 2013 bei den walisischen Cardiff Devils in der Elite Ice Hockey League. Dort spielt seit dieser Saison auch sein SCR-Kollege Andrew Lord.

## Erfolge und Auszeichnungen
- 2011 Dänischer Vizemeister mit den Frederikshavn White Hawks

## Karrierestatistik
(Legende zur Spielerstatistik: Sp oder GP = absolvierte Spiele; T oder G = erzielte Tore; V oder A = erzielte Assists; Pkt oder Pts = erzielte Scorerpunkte; SM oder PIM = erhaltene Strafminuten; +/− = Plus/Minus-Bilanz; PP = erzielte Überzahltore; SH = erzielte Unterzahltore; GW = erzielte Siegtore; 1 Play-downs/Relegation; Kursiv: Statistik nicht vollständig)